# Prince R380
La Prince R380 è una vettura da competizione presentata dalla Prince Motor Company nel 1965, concepita inizialmente come sport prototipo per disputare il Gran Premio del Giappone. In seguito alla fusione della Prince Motor Company con la Nissan Motors nel 1966, la R380 è stata modificata ed evoluta nella Nissan R380-II (nota anche come R380 Mk.II).
Viene considerata come la prima vera auto da competizione giapponese.

## Contesto

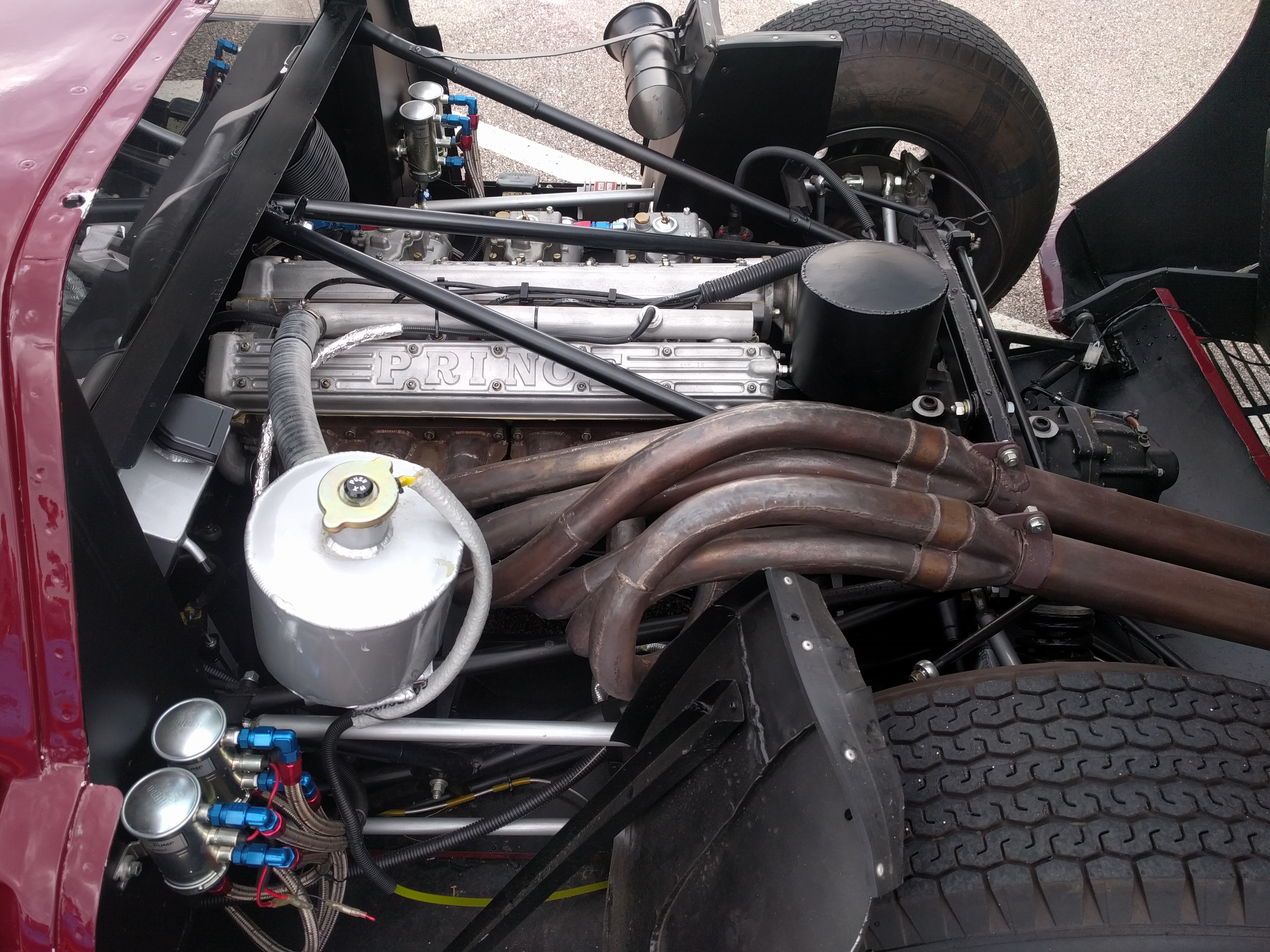
motore

Nel 1964 la Prince aveva partecipato con le sue nuove Prince S54 Skyline GT al Gran Premio del Giappone, sperando di dimostrare il potenziale prestazionale del nuovo motore G-7 a 6 cilindri in linea. Le vetture furono sconfitte da una Porsche 904 privata, con le Skyline piazzatesi in seconda e sesta posizione.

## Sviluppo e tecnica

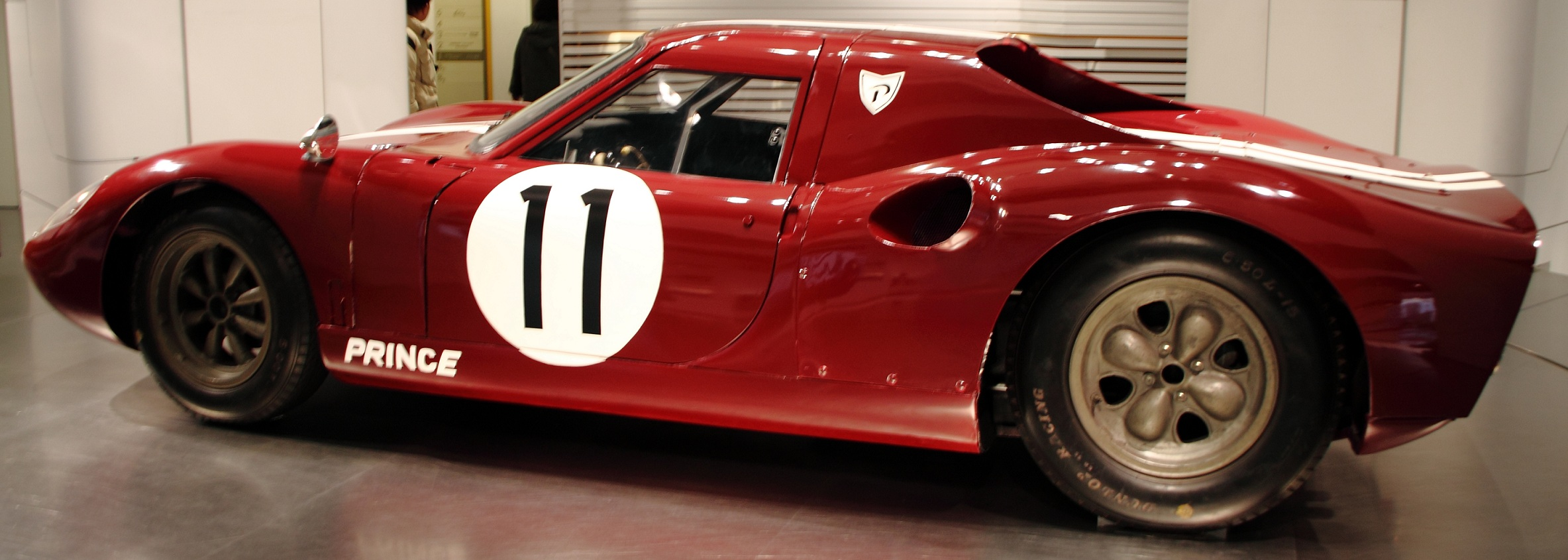

Rendendosi conto della superiorità del motore centrale boxer utilizzato sulla Porsche 904, la Prince decise che per vincere il Gran Premio del Giappone sarebbe stata necessaria un'auto sportiva costruita appositamente per tale scopo. Così venne realizzata una berlinetta a motore centrale carrozzeria in lega d'alluminio montata su di un telaio di origine Brabham BT8.
Il motore di base era lo stesso usato sulle Skyline, ma modificato con specifiche da corse. La nuova unità, nota come GR-8, era un motore a 6 cilindri in linea DOHC da 1996 cc che produceva circa 200 CV (150 kW). La trasmissione era affidata ad un cambio da corsa Hewland a 5 marce.
Quando la Nissan rilevò la Prince, la carrozzeria della R380 fu completamente ridisegnata e venne incrementa la potenza del motore a 220 CV (164 kW).

## Attività sportiva
Originariamente il debutto in gara doveva avvenire nel 1965, ma a causa della cancellazione del Gran Premio del Giappone venne posticipato di un anno.

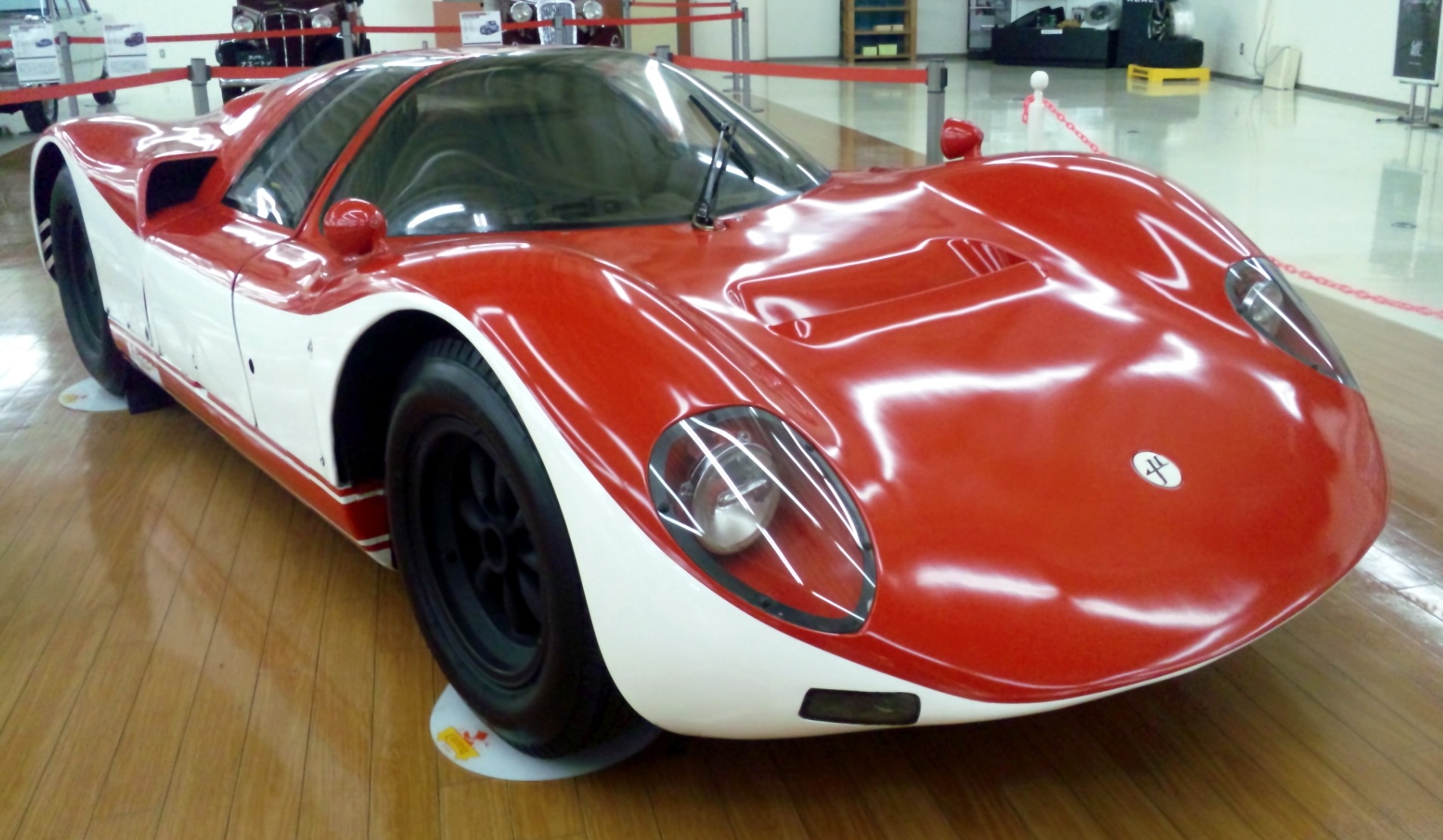
Nissan R380 II

Per il Gran Premio del Giappone del 1966 al Fuji Speedway, la Prince partecipò con quattro R380 contro un tre Porsche 906. Alla fine le R380 ottennero la vittoria assoluta con una doppietta, con l'R380 di Yoshikazu Sunako davanti all'R380 di Hideo Oishi, seconda.
Dopo la riprogettazione delle R380 da parte di Nissan, quattro vetture vennero nuovamente iscritte al Gran Premio del Giappone. Tuttavia, le 906 ebbero la meglio, con le R380-II piazzatesi al secondo, terzo, quarto e sesto posto. Dopo lo sviluppo da parte di Nissan della nuova R381 nel 1968, le R380 furono vendute a team e piloti privati. Tre furono nuovamente iscritte al Gran Premio del Giappone, dove conquistarono il terzo, quarto e quinto posto. Due R380 vinsero ottenendo una doppietta  nella gara di 6 ore Chevron Paradise del 1969 al Surfers Paradise International Raceway in Australia. Nel 1969 una R380 ottenne il secondo posto nella gara di 1000 km del Fuji e un altro secondo posto nel 1970 alla 200 miglia del Fuji.